# دیلن اسپراوس
دیلن توماس اسپراوس ((به انگلیسی: Dylan Thomas Sprouse)؛ زادهٔ ۴ اوت ۱۹۹۲) هنرپیشهٔ اهل ایالات متحدهٔ آمریکا است. او برادر دوقلو کول میچل اسپراوس است. اسپراوس بیشتر برای بازی در نقش زاک مارتین در زندگی سوئیت زاک و کودی از شبکهٔ دیزنی شناخته شده‌است.
او همچنین بنیان‌گذار یک شرکت ساخت مشروبات الکلی در نیویورک به نام Meadery All-Wise است.
او به مدت ۲ سال است که با شریک زندگیش، مدل مجارستانی، باربارا پالوین که در چین با یکدیگر آشنا شده‌اند، قرار می‌گذارد. آن‌ها در سال ۲۰۲۳ با یکدیگر ازدواج کردند.

## اوایل زندگی
دیلن در آرتزو، ایتالیا، در والدین آمریکایی، متیو اسپروز و ملانیا رایت، زاده شد. آن‌ها در یک مدرسهٔ زبان انگلیسی در توسکانی تدریس می‌کردند. دیلن ۱۵ دقیقه پیش از برادر کوچک‌تر دوقلوی خود کول اسپراوس به دنیا آمد. چهار ماه پس از تولد وی، خانواده به والدینشان لانگ بیچ، کالیفرنیا بازگشتند.

## حرفه
اسپراوس کار خود را در کنار برادر دوقلوی خود کول اسپراوس، در تلویزیون آغاز کرد و از سال ۱۹۹۳ تا ۱۹۹۸ نقش پاتریک کلی را در فیلم Grace Under Fire را بازی کرد. تا چند سال دیگر، وی در چندین فیلم و سریال تلویزیونی به همراه برادرش حضور یافت. در سال ۲۰۱۷، او در فیلم هیجان‌انگیز Dismissed به عنوان نقش اصلی لوکاس ظاهر شد. در همان سال، او یک فیلم کوتاه Carte Blanche را بازی کرد و در سال ۲۰۱۸ در فیلم کمدی Banana Split با نقش نیک ظاهر شد.
سال بعد او در فیلم کوتاه بابا در نقش پاول و در فیلم چینی Turandot در نقش مخالف گوان شیائوتونگ به عنوان شخصیت کالاف بازی کرد.
در اوت سال ۲۰۱۹، اعلام شد که اسپراوس در فیلم بعد از برخورد ما نقش‌آفرینی کرده‌است.

## آموزش و کارآفرینی
پس از پایان زندگی سوئیت زاک و کودی در سال ۲۰۱۱، دیلن در دانشکدهٔ مطالعات فردی دانشگاه گاتلین در دانشگاه نیویورک شرکت کرد و یک دوره چهار ساله در رشتهٔ طراحی بازی ویدیویی گذراند. در سال ۲۰۱۸، Sprouse Meadery All-Wise را در ویلیامزبورگ، بروکلین افتتاح کرد.

## فیلم‌شناسی

### سینما
| سال  | عنوان                                 | نقش              | توضیحات                        |
| ---- | ------------------------------------- | ---------------- | ------------------------------ |
| ۱۹۹۹ | همسر فضانورد                          | دوقلو            |                                |
|      | محبت پدری                             | جولیان مک‌گرات    |                                |
| ۲۰۰۱ | خاطرات یک معتادجنسی                   | سامی جونیور      | فیلم ویدئویی                   |
| ۲۰۰۱ | من دیدم مامان بابانوئل رابوسید        | جاستین کارور     |                                |
| ۲۰۰۲ | هشت شب دیوانه‌وار                      | سرباز اسباب بازی | صداپیشه                        |
| ۲۰۰۲ | استادمبدل                             | استادمبدل جوان   |                                |
| ۲۰۰۳ | سیب جگ                                | جک پین           | فیلم کوتاه                     |
| ۲۰۰۳ | فقط برای لگد زدن                      | دیلان مارتین     |                                |
| ۲۰۰۴ | قلب از همه‌چیز فریبکارتر است           | جرمیا            |                                |
| ۲۰۰۵ | قلک خوکی                              | جان جوان         | عنوان جایگزین:قاتلان متولد شده |
| ۲۰۰۶ | هولیداز:کریسمسی که تقریباً رخ نداد     | بچه              | صداپیشه                        |
| ۲۰۰۷ | داستاد مدرن دوقلوها: شاهزارده و پاپیر | تام کنی          |                                |
| ۲۰۰۸ | Snow Buddies                          | Shasta           | صداپیشه                        |
| ۲۰۰۹ | The Kings of Appletown                | ویل              |                                |
| ۲۰۱۰ | کنگ فوی منگو                          | جاستین منگو      | فیلم ویدئویی                   |
| ۲۰۱۷ | رد (Dismissed)                        | کارلوس ورد       | فیلم ویدئویی                   |
| ۲۰۱۷ | این صدای بلندوتنهاست                  |                  | فیلم کوتاه                     |
| ۲۰۱۸ | Banana Split                          | نیک              |                                |
| ۲۰۱۹ | اوا دولژالوو                          | Gideon Blake     | Indie film                     |
| ۲۰۱۹ | Daddy                                 | پاول             | فیلم کوتاه؛ در دست تولید       |
| ۲۰۲۰ | پس از برخورد ما                       | ترور             |                                |
| ۲۰۲۱ | The Curse of Turandot                 | Calaf            |                                |
| ۲۰۲۱ | Tyger Tyger                           | لوک              |                                |
| ۲۰۲۲ | My Fake Boyfriend                     | جک               |                                |
| ۲۰۲۳ | فاجعه                                 | تراویس مدوکس     |                                |
| ۲۰۲۴ | عواقب                                 | اریک دنیلز       |                                |

### تلویزیون
| سال       | عنوان                  | نقش        | توضیحات                                             |
| --------- | ---------------------- | ---------- | --------------------------------------------------- |
| ۱۹۹۳_۱۹۹۸ | Grace Under Fire       | پاتریک کلی | نقش اصلی                                            |
| ۱۹۹۸      | Mad TV                 | بچه        | ۲ قسمت                                              |
| ۲۰۰۱      | اتاق کابوس             | Buddy      | قسمت: "Scareful What You Wish For"                  |
| ۲۰۰۱      | نمایش دهه ۷۰           | Bobby      | قسمت: "Eric's Depression"                           |
| ۲۰۰۸_۲۰۰۵ | زندگی سوئیت زاک و کودی | زاک مارتین | نقش اصلی                                            |
| ۲۰۰۶      | مدرسه جدید امپراتور    | Zam        | Voice; قسمت: "Oops, All Doodles/Chipmunky Business" |
| ۲۰۰۶      | That's So Raven        | زاک مارتین | قسمت: "Checkin' Out"                                |
| ۲۰۰۸      | به گفته جیم            | خودش       | قسمت: "I Drink Your Milkshake"                      |
| ۲۰۰۸–۲۰۱۱ | زندگی سوئیت روی عرشه   | زاک مارتین | نقش اصلی                                            |
| ۲۰۰۹      | جادوگران محله ویورلی   | زاک مارتین | قسمت: "Cast-Away (To Another Show)"                 |
| ۲۰۰۹      | هانا مونتانا           | زاک مارتین | قسمت: "Super(stitious) Girl"                        |
| ۲۰۱۰      | 'm in the Band         | زاک مارتین | قسمت: "Weasels on Deck"                             |
| ۲۰۱۱      | فیلم زندگی سوئیت       | زاک مارتین | فیلم تلویزیونی                                      |
| ۲۰۱۲      | So Random!             | خودش       | قسمت: "Cole and Dylan Sprouse"                      |

### موزیک ویدئو
| سال  | عنوان            | خواننده             | نقش  |
| ---- | ---------------- | ------------------- | ---- |
| ۲۰۱۸ | "Consequences"   | کاملیا کابیو        | عاشق |
| ۲۰۱۹ | "Think About You | کیگو / والری بوسارد | جکس  |